# Associazione Studi Autonomistici Regionali
L'Associazione Studi Autonomistici Regionali (ASAR o A.S.A.R.) fu un movimento popolare che tra il 1945 e il 1948 si batté per l'autonomia e l'autogoverno della Regione Trentino Alto-Adige. Il motto del movimento era: Entro i confini dell'Italia repubblicana e democratica Autonomia Regionale Integrale da Ala al Brennero. Riuscì a coinvolgere persone di cultura ed estrazione sociale molto diverse, superando in poco tempo i 100.000 tesserati.

## Storia
In base al Trattato di Saint-Germain-en-Laye (1919) il Trentino venne annesso al Regno d'Italia. Tutti i partiti trentini (popolari, socialisti e liberali) fecero richiesta affinché fosse garantito alla provincia il diritto all'autogoverno, con competenze simili a quelle assegnate dagli Asburgo alla vecchia Dieta tirolese. I governi liberali di Nitti e Giolitti dettero delle assicurazioni riguardo alle aspirazioni dei trentini e degli altoatesini, ma qualunque speranza autonomista venne travolta dai radicali cambiamenti istituzionali operati in seguito all'avvento del fascismo. Il carattere centralistico, già proprio del regno sabaudo, venne ancor di più accentuato durante il Ventennio.
Subito dopo la conclusione del secondo conflitto mondiale, sia le autorità politiche che la popolazione rinnovarono le richieste per un'autonomia amministrativa per il territorio trentino. Queste esigenze trovarono sostegno nella politica dell'Associazione Studi Autonomistici Regionali (ASAR).
L'ASAR fu un movimento decisivo per l'ottenimento dello statuto speciale per l'intero territorio del Trentino-Alto Adige. Lo slogan del movimento era infatti «autonomia integrale da Borghetto al Brennero», territorio legato, pur nelle diversità linguistiche, da comuni radici storiche e culturali.
Sulla nascita e la breve vita di questo movimento, le principali fonti di informazione sono costituite da tesi di laurea, scritti dei suoi animatori (Valentino Chiocchetti, Federico Manica, Clara Marchetto) e dalle copie del suo organo ufficiale, "Autonomia".
Il movimento nacque il 23 agosto 1945 a Trento presso il Teatro Sociale dove si riunirono molti rappresentanti provenienti da tutte le valli della provincia di Trento. Memorabile il discorso proclamato dal prof. Valentino Chiocchetti in tale occasione che ebbe vasta risonanza sulla stampa e diede subito grande impulso al movimento.
La prima sede era in un appartamento preso in affitto in Via Grazioli, 7 a Trento. L'ASAR era statutariamente aperta a tutti i trentini "senza distinzione di classe, lingua, pensiero politico e religioso". Aveva scelto come simbolo due stelle alpine con in mezzo una mano che reggeva una torcia accesa, che doveva simboleggiare la vitalità storica dei trentini. Sulla tessera era riportato in forma di slogan, lo scopo del movimento: "Autonomia integrale da Ala al Brennero da ottenersi entro i confini dello Stato Italiano, repubblicano e democratico". 
L'associazione, molto diffusa soprattutto in Valsugana, Vallagarina, Val di Fiemme e Val di Fassa, aprì in breve tempo una sede a Trento, delle sedi staccate in tutto il territorio e fondò il giornale "Autonomia", la cui direzione era composta da Silvio Bortolotti e Remo Defant. Tra l'ottobre del 1945 e l'aprile del 1946 vennero tenute oltre 400 riunioni in tutte le valli trentine. Il primo congresso dell'ASAR si tenne a Trento nella Sala della Filarmonica, alla presenza di 230 rappresentanti delle sezioni regionali.
Nell'estate del 1946, di autonomia e della questione sudtirolese si discuteva anche alla conferenza di pace di Parigi. Per questo, all'inizio di quell'anno il Governo italiano aveva incaricato un'apposita commissione di preparare un progetto di statuto per l'autonomia trentina. La bozza di questo progetto però non piacque agli asarini, i quali elaborarono uno statuto alternativo.
Il 5 settembre 1946 il Presidente del consiglio italiano, il trentino Alcide Degasperi e il Ministro degli esteri austriaco Karl Gruber firmarono l'Accordo di Parigi o Accordo De Gasperi-Gruber, dove per la prima volta venivano definite le norme a tutela delle minoranze di lingua tedesca in Trentino e in Sudtirolo e si prevedeva un'autonomia su base regionale trentino-altoatesina. Anche in questo caso gli asarini non furono completamente soddisfatti, in quanto il progetto prevedeva un'autonomia "a due velocità", cioè statuti diversi per il Trentino ed il Sudtirolo.
L'ASAR organizzò quindi un primo comizio il 15 settembre 1946 in Piazza Italia e un secondo il 20 aprile 1947 in Piazza della Fiera, entrambi a Trento ed entrambi con la partecipazione di migliaia di persone, alcune stime indicano un minimo di 35000 fino a quasi 100000 anche se mai verificate.
Il 27 aprile 1947, in occasione del secondo congresso dell'ASAR, iniziarono però ad emergere i primi contrasti all'interno del movimento, che ne portarono allo scioglimento l'anno seguente.
Il 25 febbraio 1948 si tenne infatti il quarto congresso dell'ASAR; all'interno del movimento andavano emergendo due correnti: una di "autonomisti indipendenti", l'altra intenzionata a trasformare il movimento in un partito vero e proprio.
Pochi giorni dopo, il 28 febbraio 1948, l'Assemblea Costituente approvò il primo Statuto di autonomia del Trentino – Alto Adige.
L'ASAR criticò fortemente lo statuto ("contro lo Statuto capestro"). Per il movimento si era raggiunto "il massimo del minimo", dato che lo statuto speciale per la Regione Trentino-Alto Adige non prevedeva un'autonomia regionale integrale.
Tuttavia, poco dopo la promulgazione dello statuto il movimento si sfaldò. Il 25 luglio 1948 venne celebrato nella Sala della Filarmonica di Trento il IV ed ultimo Congresso Regionale dell’ASAR. I lavori del congresso si svolsero regolarmente, ma in un clima tutt’altro che tranquillo, anche alla luce delle dimissioni di colui che da tutti era considerato l’anima del movimento: il prof. Valentino Chiocchetti. Durante i lavori tutti i delegati presenti in sala vennero invitati ad esprimersi in merito all’opportunità o meno di trasformare il movimento in partito. Dalla discussione generale emerse il progetto di Clara Marchetto, la quale vedeva bene per l’ASAR una fusione con la SVP. E questa fu, di fatto, la proposta che alla fine accontentò la maggioranza. Totalmente contrariato, Remo Defant - che aveva collaborato con  Carlo De Stefani e altri all'impostazione teorico-giuridica dell’associazione - decise di abbandonare la sala, dichiarando di non fare più parte dell’ASAR poiché non approvava le scelte della maggioranza stessa.
Questo il comunicato emesso alla fine del congresso: "Durante il IV Congresso dell'ASAR, svoltosi oggi a Trento, fu presentata una mozione richiedente la formazione di un partito unico di fusione con la SVP. La mozione fu approvata con leggera maggioranza. In seguito a tale votazione i rappresentanti di Trento, Bolzano, Rovereto, hanno abbandonato la sala non approvando la decisione presa a maggioranza." Pochi giorni più tardi veniva invece data la notizia della nascita del PPTT: non una fusione con la SVP quindi, ma un partito autonomo.
Nel IV e ultimo congresso svoltosi il 25 luglio 1948, quindi, l'ASAR decretò il suo scioglimento e la sua trasformazione in un soggetto politico, il Partito Popolare Trentino Tirolese (PPTT). Una minoranza dei delegati costituì invece un altro gruppo di ispirazione autonomista denominato Autonomia Integrale (AI).